# Amé Bourdon
Pour les articles homonymes, voir Bourdon.
Amé Bourdon (né à Cambrai en 1636 ou 1638 – mort le 21 décembre 1706) est un médecin et anatomiste français.
Fils d'un ingénieur au service de la couronne d'Espagne, Bourdon étudia les sciences de manière intensive afin de se présenter à l'université de Douai, à l'âge de 37 ans. On sait peu de choses de lui, si ce n'est qu'il pratiqua la médecine à Cambrai pendant une grande partie de sa vie. Il mourut le 21 décembre 1706.
En 1678, Amé Bourdon publia un double folio de planches anatomiques intitulées : Nouvelles Tables anatomiques. Il reçut l'aide de son protecteur et patient Jacques-Théodore de Bryas, archevêque de Cambrai. Son travail se présente sous la forme de seize planches, dont plusieurs peuvent être combinées pour former des représentations du corps humain. Dessinées par Bourdon, elles furent ensuite gravées et signées par Daniel Le Bossu avec une aiguille à l'eau-forte et un burin. Quelques reproductions de cette œuvre furent colorisées à la main, voire proposées sous forme d'enluminures par l'éditeur (la page de titre — ou planche 2 — étant enluminée).
Ces croquis anatomiques furent enrichis de titres et annotés afin d'être réédités à Cambrai en 1679 (Nouvelle Description anatomique de toutes les parties du corps humain, & de leurs usages).

## Œuvres
- Nouvelle Description anatomique de toutes les parties du corps humain, et de leurs usages : avec le cours de toutes les humeurs. Sur le principe de la circulation, et conformément aux nouvelles découvertes — L'année est donnée comme « MDCLXXVIX ».
  - Deuxième édition, 1683
  - (en) Nouvelles Tables anatomiques, Cambrai et Paris, 1678 —  Sélection de pages. Bibliothèque américaine de médecine.